# Diospyros unisemina
Diospyros unisemina är en tvåhjärtbladig växtart som beskrevs av Cheng Yih Wu. Diospyros unisemina ingår i släktet Diospyros och familjen Ebenaceae. Inga underarter finns listade i Catalogue of Life.